# Trichocera skrobli
Trichocera skrobli är en tvåvingeart som beskrevs av Podenas 1991. Trichocera skrobli ingår i släktet Trichocera och familjen vintermyggor.
Artens utbredningsområde är Litauen. Inga underarter finns listade i Catalogue of Life.